# ツキいちanna
『ツキいちanna』（ツキいちアンナ）は、読売テレビで2021年10月28日から2024年3月16日まで、月1回の木曜→月1回の金曜10:25 - 11:25→月1回の土曜10:30 - 11:25（JST）から放送されていた生活情報番組である。

## 概要
前身番組『a-yan』をリニューアルした番組であり、同番組のMCであった林マオとアシスタントの大野晃佳が引き続きMC・アシスタントをそれぞれ務める。『a-yan』の放送時間は月1回の金曜15:50 - 16:50であったが、本番組は月1回の木曜10:25 - 11:25での放送となる。ウェブマガジン・annaとコラボレーションし、月替わりでスペシャルゲストが出演し、グルメやファッション、おでかけスポット、エンタメ情報等の内容を紹介する。
2022年4月より、本番組は月1回の金曜10:25 - 11:25での放送となったが、2023年5月より、本番組は月1回の土曜10:30 - 11:25での放送となる。

## 出演者
- 林マオ（読売テレビアナウンサー） - MC
- 大野晃佳（読売テレビアナウンサー） - アシスタント
- 立田恭三（読売テレビアナウンサー） - エンタメ情報コーナー
- 虎谷温子（読売テレビアナウンサー） - ナレーター